# Wojskowy Klub Wioślarski w Warszawie
Wojskowy Klub Wioślarski w Warszawie (późniejsze nazwy: Wojskowy Klub Sportów Wodnych, a następnie Oficerski Yacht Klub Rzeczypospolitej Polski) – klub wioślarski, a następnie wielosekcyjny, założony w 1919 roku. Członek założyciel Polskiego Związku Towarzystw Wioślarskich. Rozwiązany w 1950 roku.
Było to pierwsze stowarzyszenie wioślarskie w polskim wojsku. W klubie, oprócz wioślarstwa, działały sekcje: żeglarska, motorowodna oraz pływacka i kajakowa. Był największą w II Rzeczypospolitej organizacją sportów wodnych – w rekordowym pod tym względem roku 1938, liczył 1300 członków.

## Historia sekcji wioślarskiej

### Dwudziestolecie międzywojenne
Wojskowy Klub Wioślarski powstał tuż po odzyskaniu przez Polskę niepodległości – z inicjatywy por. Jana Dobrskiego i ppor. Bogdana
Hoffa oraz kilku studentów tworzonego wówczas 36. pp Legii Akademickiej. Mieli oni wówczas nadzieję na przejęcie majątku niemieckiego klubu Deutsche Ruder-Vereinigung Warschau (warszawskie towarzystwo wioślarskie sprzed I wojny światowej). Zebranie założycielskie miało miejsce w dniu 6 maja 1919 roku. Wkrótce wybrano prezesa klubu, w osobie wiceadmirała Kazimierza Porębskiego – ówczesnego szefa Departamentu dla
Spraw Morskich Ministerstwa Spraw Wojskowych. Już w grudniu 1919 roku Wojskowy Klub Wioślarski, wraz z dwunastoma innymi polskimi klubami, założył Polski Związek Towarzystw Wioślarskich.
Pomimo tego, że ostatecznie mienie Deutsche Ruder-Vereinigung przejął AZS Warszawa, WKW rozwijał się bardzo szybko. W sporej mierze było to zasługą wpływowych działaczy z wysokich kręgów oficerskich, a zwłaszcza drugiego prezesa (od 1920 roku) – znanego działacza sportowego, Aleksandra Bobkowskiego. Dzięki nim, WKW Warszawa zdołało uzyskać z Ministerstwa Spraw Wojskowych subwencję, która pozwoliła nabyć kilkanaście niezbędnych łodzi. Początkowo klub posiadał przystań na wodzie przy Cyplu Czerniakowskim – żelazną płaskodenną łódź. Członkami klubu głównie byli żołnierze czynni, rezerwiści i ich rodziny – też wioślarki biorące czynny udział w zawodach kobiecych.
Klub znany był ze ścisłego przestrzegania regulaminów i etykiety oraz hierarchii dostrzegalnej na każdym kroku. Od roku 1922 organizował Święto Wisły – dużą coroczną imprezę plenerową sportów wodnych, niekiedy obejmującą też pokazy sprawności wojskowej na wodzie.
W roku 1925 WKW zmienił nazwę na Wojskowy Klub Sportów Wodnych. Po przewrocie majowym jego znaczenie wyraźnie wzrosło. Wynikało to z faktu, iż wojsko i organizacje wojskowe miały być źródłem „sanacji kraju”. Liczba członków klubu cały czas rosła, a klub w roku 1928 posiadał aż 32 łodzie wioślarskie. WKW był jednym z centrów wojskowego życia towarzyskiego stolicy. W roku 1930 rozpoczął budowę imponującej, jak na tamte czasy, przystani wioślarskiej przy Wybrzeżu Kościuszkowskim 2, u stóp mostu Poniatowskiego. Rok później klub został przemianowany na Oficerski Yacht Klub Rzeczypospolitej Polskiej. Było to związane z wciąż rosnącą rolą sekcji żeglarskiej.
Siedziba przy Wybrzeżu Kościuszkowskim została uroczyście oddana do użytkowania w grudniu 1932 roku. Na uroczystym otwarciu siedziby klubu podejmowano prezydenta RP, Ignacego Mościckiego. Na przystani znajdowały się nie tylko hangary na łodzie, szatnie, czy basen wioślarski, ale też kryty basen pływacki i luksusowa restauracja z widokiem na Wisłę. W siedzibie tej odbywały się zarówno uroczystości sportowe, jak i oficjalne imprezy państwowe, bale oraz imprezy gromadzące elitę artystyczną Warszawy. Honorowymi członkami klubu były najważniejsze osoby w kraju – m.in. Józef Piłsudski oraz Ignacy Mościcki.

### II wojna światowa
Budynek na przystani klubowej został poważnie uszkodzony w trakcie działań wojennych we wrześniu 1939 roku. Jego rozbiórkę Niemcy planowali już pod koniec tego samego roku – ograniczał bowiem planowaną rozbudowę bulwarów wiślanych. Budynek przetrwał ostatecznie wojnę – jego stan był jednak opłakany. Zburzono go po wojnie i na jego miejscu przebiega obecnie wschodnia nitka Wisłostrady.

### Okres powojenny
Klub został na krótko reaktywowany po wojnie. Działalność prowadził do 1950 roku.

## Galeria zdjęć

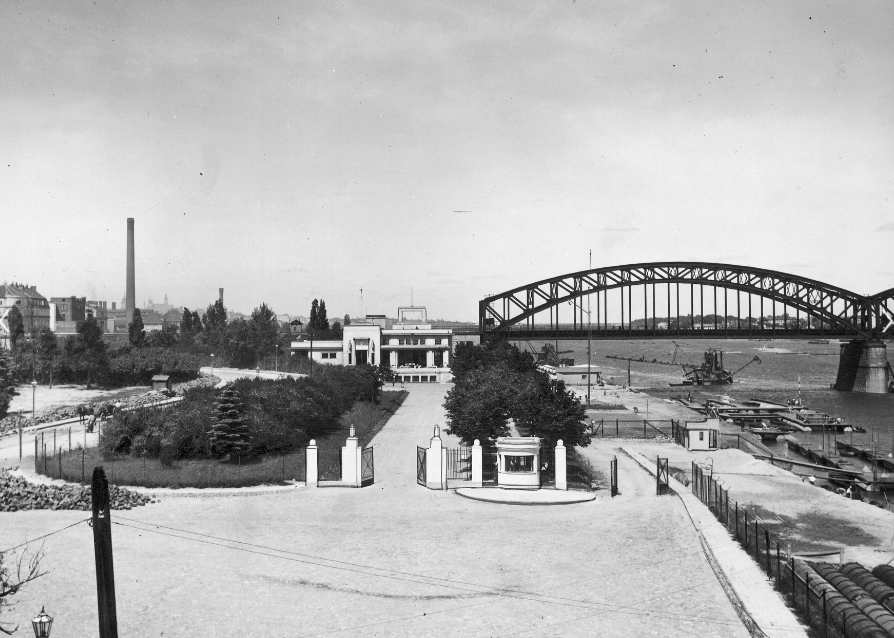
Przystań Klubowa około roku 1932
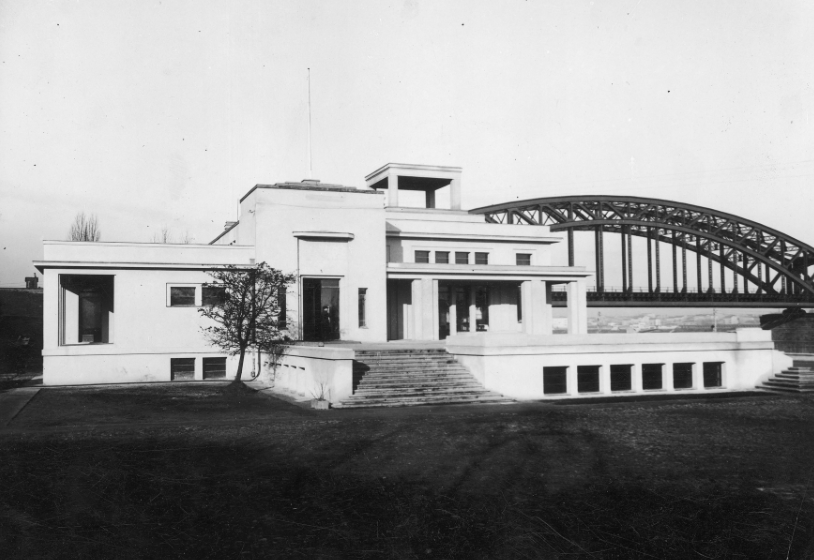
Budynek klubowy w roku 1932
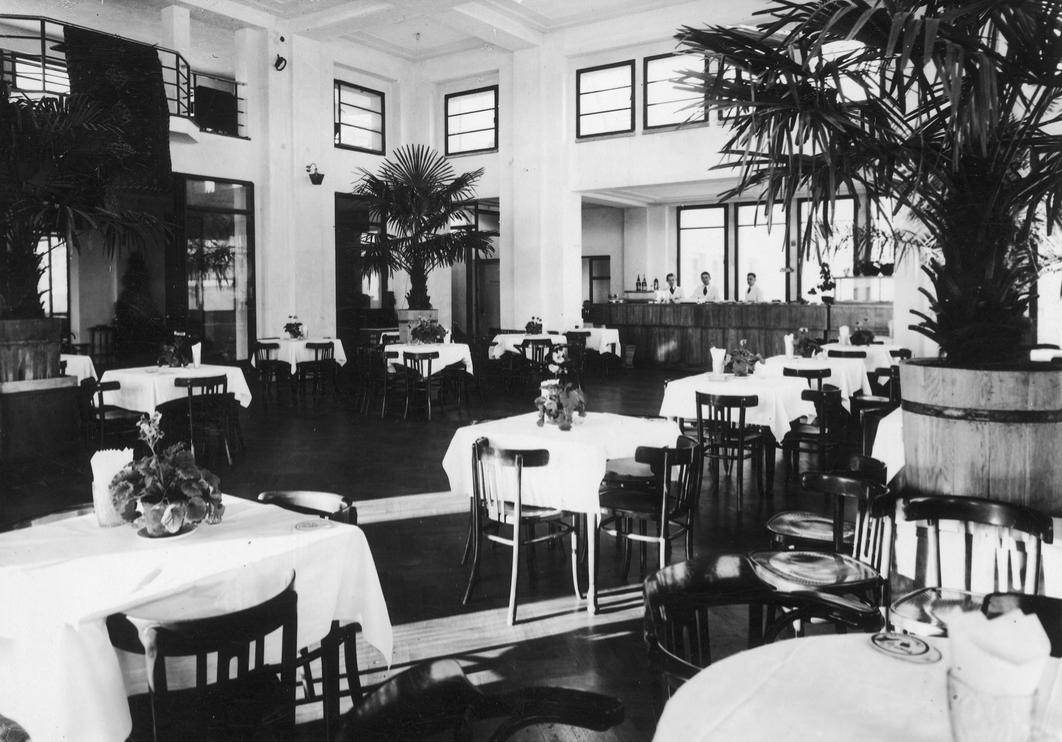
Restauracja na przystani - lata 30.
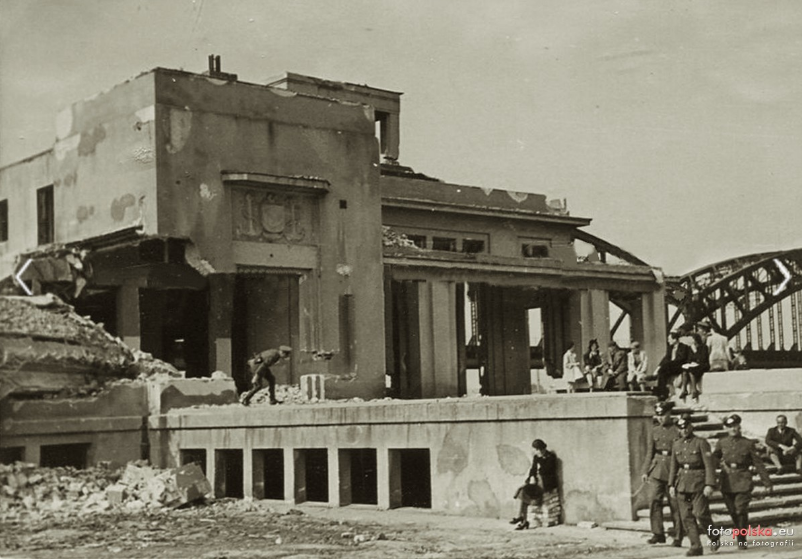
Przystań klubu podczas okupacji niemieckiej

## Wyniki sportowe sekcji wioślarskiej
W latach 30. XX wieku sekcja wioślarska odnotowywała następujące wyniki w rywalizacji sportowej PZTW (miejsca w klasyfikacji klubowej – według tabel punktacyjnych PZTW za poszczególne lata):
- w 1930 – 13 miejsce[5],
- w 1931 – 6 miejsce[6],
- w 1932 – 14 miejsce[7],
- w 1933 – 29 miejsce[8],
- w 1934 klub nie uczestniczył w rywalizacji sportowej[9],
- w 1935 – 12 miejsce[10],
- w 1936 – 22 miejsce[11],
- w 1937 – 31 miejscu[12],
- w 1938 – 18 miejsce[13],
- w 1939 – 10 miejsce[14].

## Sekcja żeglarska
Sekcja powstała w roku 1923, a rok później była jednym z czterech członków założycieli Polskiego Związku Żeglarskiego.
Członkami sekcji żeglarskiej byli m.in.: Edward Bryzemejster (olimpijczyk z Paryża 1924), Władysław Krzyżanowski (olimpijczyk z Amsterdamu 1928), Mariusz Zaruski, Ludwik Szwykowski, czy Andrzej Bohomolec. Klub posiadał dwie filie sekcji żeglarskiej: Oddział Morski w Gdyni (od 1932) i Oddział Śródlądowy w Augustowie (od 1933).

## Sekcja motorowodna
Sekcja założona została w roku 1932. Od 1935 organizowała coroczny rajd motorowodny Warszawa – Gdynia. W ośrodku pod Augustowem jej członkowie pobijali na motorówkach rekordy polski w szybkości ślizgu.

## Sekcja pływacka
Pływanie było uprawiane przez wioślarzy od początku istnienia klubu, sekcja nie była jednak sformalizowana. Najbardziej znanym pływakiem klubu był Władysław Kuncewicz, olimpijczyk z Amsterdamu 1928.